# نانسي كينكيد
نانسي كينكيد (بالإنجليزية: Nanci Kincaid)‏ (5 سبتمبر 1950، تالاهاسي في الولايات المتحدة)؛ كاتبة سيناريو وروائية أمريكية.

## روابط خارجية
- نانسي كينكيد على موقع IMDb (الإنجليزية)
- نانسي كينكيد على موقع ألو سيني (الفرنسية)
- نانسي كينكيد على موقع أول موفي (الإنجليزية)
- نانسي كينكيد على موقع قاعدة بيانات الأفلام السويدية (السويدية)
- نانسي كينكيد على موقع قاعدة بيانات الفيلم (الإنجليزية)
- نانسي كينكيد على موقع كينوبويسك (الروسية)